# Rivière Matapédia
Cet article concerne la rivière. Pour la vallée, voir Vallée de la Matapédia. Pour les autres significations, voir Matapédia.
La rivière Matapédia ou simplement la Matapédia est une rivière canadienne située dans l'est du Québec.
La rivière Matapédia prend sa source dans le lac Matapédia. Elle est un affluent sur la rive gauche de la rivière Restigouche, s'y déversant à Matapédia, face à la limite nord du Nouveau-Brunswick.
Ce cours d'eau douce forme une frontière naturelle entre la région administrative du Bas-Saint-Laurent et celle de la Gaspésie-Îles-de-la-Madeleine. La rivière constitue une fracture du nord au sud des monts Notre-Dame qui caractérisent le relief la péninsule gaspésienne. Le bassin de la rivière Matapédia draine une superficie de près de 3 900 km2. La rivière Matapédia est souvent surnommée la « Capitale du saumon ».
À partir du côté sud du lac Matapédia et en se dirigeant vers le sud, la route 132 longe la rivière sur toute sa longueur par la rive est. Tandis que le chemin de fer du Canadien National passe au sud du lac Matapédia, poursuit sur la rive ouest de la rivière Matapédia jusqu'à Causapscal où le pont au sud du village le fait traverser sur la rive est. La voie ferrée continue alors vers le sud sur 8,5 km ; puis elle retraverse sur la rive ouest en empruntant le pont ferroviaire située à 1,1 km au nord de la confluence du ruisseau Doyle. La voie ferrée reste alors sur la rive ouest jusqu'au pont ferroviaire situé à la confluence de la rivière du Moulin. De là, le dernier segment ferroviaire passe par la rive est, jusqu'à la confluence de la rivière Matapédia.

## Géographie

Bassin versant

Le lac Matapédia (longueur : 22,0 km ; altitude : 158 m) constitue le plan d'eau de tête de la rivière Matapédia. Ce plan d'eau de 38 km2 est situé dans la municipalité Lac-Matapédia, dans les monts Notre-Dame. Son embouchure est située au sud-est à la hauteur d'un pont couvert.
L'embouchure du lac Matapédia est située à :
- 87,0 km au nord-ouest de la confluence de la rivière Matapédia ;
- 39,7 km au sud-est du littoral sud du golfe du Saint-Laurent ;
- 42,8 km au sud du pont de la route 132 qui enjambe la rivière Matane.

À partir de l'embouchure du lac Matapédia, la rivière Matapédia coule sur 87,7 km selon les segments suivants :
Cours supérieur de la rivière (segment de 28,5 km)
- 3,9 km vers le sud-est, jusqu'au pont de la ville de Amqui de la route 195 ;
- 8,1 km vers le sud-est, jusqu'au pont routier ;
- 1,6 km vers le sud-est, en faisant un détour vers le nord-est, jusqu'à la rive nord-ouest du lac au Saumon ;
- 5,0 km vers le sud-est, en traversant le lac au Saumon sur sa pleine longueur ;
- 9,9 km vers le sud-est, jusqu'à la confluence de la rivière Causapscal (venant du nord-est) qui est située du côté sud du village de Causapscal ;

Cours inférieur de la rivière (segment de 59,2 km)
- 6,3 km vers le sud, jusqu'au pont routier ;
- 6,8 km vers le sud, jusqu'au pont routier du village de Sainte-Florence ;
- 3,8 km vers le sud, jusqu'à la limite du canton d'Assemetquagan ;
- 8,1 km vers le sud dans le canton d'Assemetquagan, jusqu'au pont routier du village de Routhierville ;
- 6,8 km vers le sud, jusqu'au jusqu'à la confluence de la rivière Milnikek (venant du nord-ouest) ;
- 7,8 km vers le sud-est, jusqu'à la limite du canton de Ristigouche (côté est de la rivière Matapédia) ;
- 0,7 km vers le sud, jusqu'à la confluence de la rivière Assemetquagan et de la limite du canton de Matapédia ;
- 1,9 km vers le sud, jusqu'à la confluence de la rivière du Moulin (venant de l'ouest) ;
- 6,3 km vers le sud-est, jusqu'à la confluence du ruisseau Clark (venant du nord) ;
- 2,2 km vers le sud-est, jusqu'au pont du village de Saint-Alexis-de-Matapédia ;
- 8,5 km vers le sud-est, jusqu'à la confluence de la rivière[6].

La confluence de la rivière Matapédia se déverse sur la rive nord de la rivière Ristigouche. Cette confluence est située à :
- 19,0 km à l'ouest du pont à la confluence de la rivière Ristigouche ;
- 8,6 km au nord-est de la confluence de la rivière Patapédia.

## Toponymie
La rivière Matapédia partage son nom avec le lac Matapédia dans lequel elle prend sa source, la vallée de la Matapédia qu'elle sillonne et la ville de Matapédia où elle se termine. « Matapédia » est issu du mot micmac matapegiag qui signifie « jonction de rivières » de mata pour jonction et de pegiag pour rivière.

## Faune aquatique
Une bonne partie de la rivière est située dans la réserve faunique des Rivières-Matapédia-et-Patapédia. La rivière est réputée pour la pêche aux saumons grâce à ses 138 fosses et rapides. Selon la CGRMP, entre 2000 et 3000 saumons remontent la rivière Matapédia annuellement.
La rivière Matapédia est divisée en quatre secteurs de pêche sportive. Les secteurs 1 et 3 constituent la section publique de la rivière, soit entre Matapédia et la rivière Assemetquagan et entre Causapscal et Routhierville respectivement. Le secteur public comprend 33 fosses dont les plus réputées sont le Salmon Hole, Les Fourches et Heppel. Les secteurs 2 et 4 sont privés. Le secteur 2 est connu sous le nom de Glen Emma qui est le nom du camp de pêche et il s'étire sur 13 km entre la rivière Assemetquagan et Routhierville. Il comprend les fosses  Milnikek, Glen Emma, Richard's Pool, Angus et Jim's Rock. Le secteur Glen Emma est limité à une dizaine de pêcheurs journaliers et le service de guide est obligatoire. Le secteur 4 a une longueur de 8 km entre Lac-au-Saumon et Causapscal. Il y a en tout 104 fosses numérotées à partir de Matapédia jusqu'au Lac-au-Saumon.
Outre le saumon atlantique, on y retrouve aussi l'omble de fontaine, le chabot visqueux, le naseux noir, le meunier noir, le mené de lac, l'anguille d'Amérique, le gaspareau et la lotte.

## Municipalités sur le cours de la rivière
- Amqui (source dans le lac Matapédia)
- Lac-au-Saumon (où la rivière devient le lac au Saumon)
- Causapscal
- Sainte-Florence
- Routhierville
- Saint-Alexis-de-Matapédia
- Matapédia (se jette dans la rivière Restigouche)

## Liste des fosses à saumons
D'aval en amont, à partir de la rivière Restigouche jusqu'au lac au Saumon (Matapédia).
Secteur 1 :
- Lower Lawlor : aussi appelé simplement Lawlor, son nom existe depuis au moins 1978 et est en l'honneur de Jack Lawlor et sa famille qui résidait devant la fosse[11].
- Du Pont
- Delaney : ce nom existant depuis au moins 1982 est en l'honneur de la famille Delaney dont fait partie Jim Delaney qui fut gardien au club de pêche Restigouche Salmon[12].
- Des Îles : ce nom existant depuis au moins 1982 est dû au fait que la fosse se situe au milieu de trois îles[13].
- Duncan Hole : ce nom est utilisé depuis au moins 1978, le terme anglophone Hole signifie que la fosse a une profondeur importante[14].
- Haley's : aussi appelée Haley en français, ce nom est utilisé depuis au moins 1982 et est en l'honneur de la famille Haley[15].
- Lawlor's Rock : littéralement Roche de Lawlor, son nom existe depuis l'époque du camp de pêche Barder dans les années 1940 et est en l'honneur de la famille de Jack Lawlor qui résidait sur la rivière Matapédia[16].
- Cheuter's
- Pot Hole : ce nom existe depuis au moins 1982, le terme anglophone Pot signifie que la fosse est petite[17].
- Ryan's : aussi appelée Ryan en français, ce nom est utilisé depuis au moins 1978 et est dû au fait que la fosse se trouve tout juste en amont du ruisseau Ryan[18].
- Home
- Railroad : littéralement chemin de fer, ce nom existant depuis au moins 1978 est dû à la présence d'un pont ferroviaire traversant la rivière à cet endroit[19].
- Lower Alexander
- Indian Brook
- Ruisseau Gilmour
- Ted's Rock
- Prentise
- Lyons
- Mann's
- Gulch
- Habersham
- McKiel's
- Clark's Brook
- Home Pool
- Bowl
- Three Islands : aussi appelée en français Les Trois Îles, ce nom existe depuis au moins 1978 et est dû au fait que la fosse se situe au milieu de trois îles[20].
- Jim's Rock
- Millstream
- Station
- Foot of Island
- Lower Fraser
- Fraser Home Pool
- Upper Fraser
- Mirror
- Glover's Rock
- Portes de l'Enfer
- Rocher Angus
- Assemetquagan
- Railroad

Secteur 2 :
- Falls
- Richard
- La Rocheuse
- Bas Murdock
- Murdock
- Whælock
- Johreon
- Stephenson
- Glen Emma
- Home
- Kennedy
- Passe de l'Île
- Milnikek
- De l'Orme
- La Source
- Shed du Bas
- Bogan
- La Shed
- Hugis
- Bas McNeil's
- McNeil's
- Edgar

Secteur 3 :
- Brown's
- L'Île du Chien
- Pont Couvert
- À Omer
- Alice
- Fraser
- Caswell
- Rocher French
- Cullen
- Rocher Lepage
- Sans Nom
- Low Water
- À Saumon
- Monnick
- Beaurivage
- Pont-Beaurivage
- Florence
- Bas Adams
- Upper Adams
- Lepage
- Pont-du-Chemin-de-Fer
- Ruisseau Lajoie
- Grosse Roche
- Bas Matalik
- Matalik
- Heppel
- Wyer's
- Blais
- Pont-Laforce
- Douglas
- Coude-du-Diable
- Wainwright
- Peter's
- À-la-Pierre-à-Luc
- Coude d'Alac
- Station
- Home
- Les Fourches

Secteur 4 :
- Princesse-Louise
- Sir Allan
- Alice
- Simgerly
- Trois-Îles
- Barrage

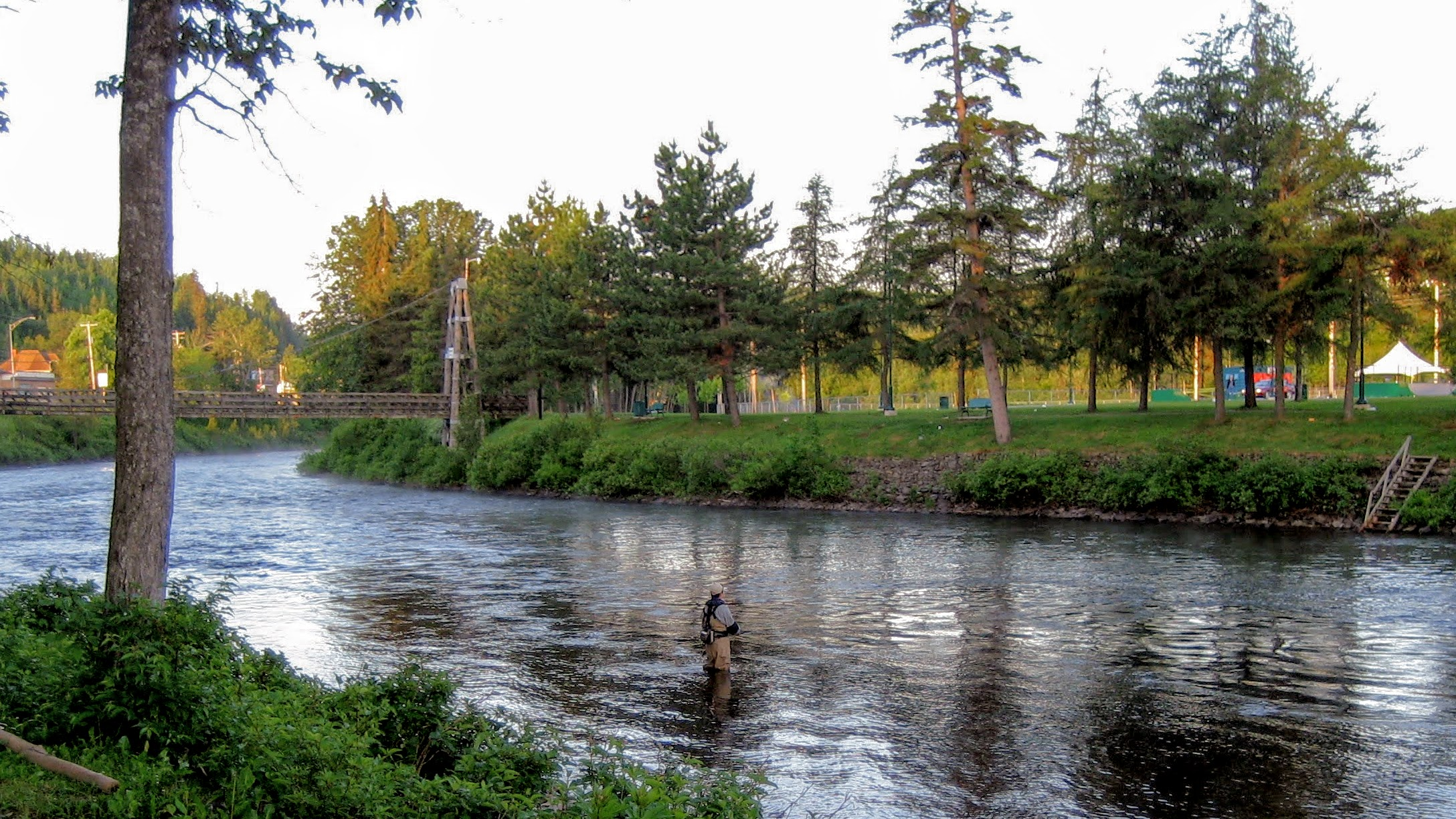
Pêcheur au saumon
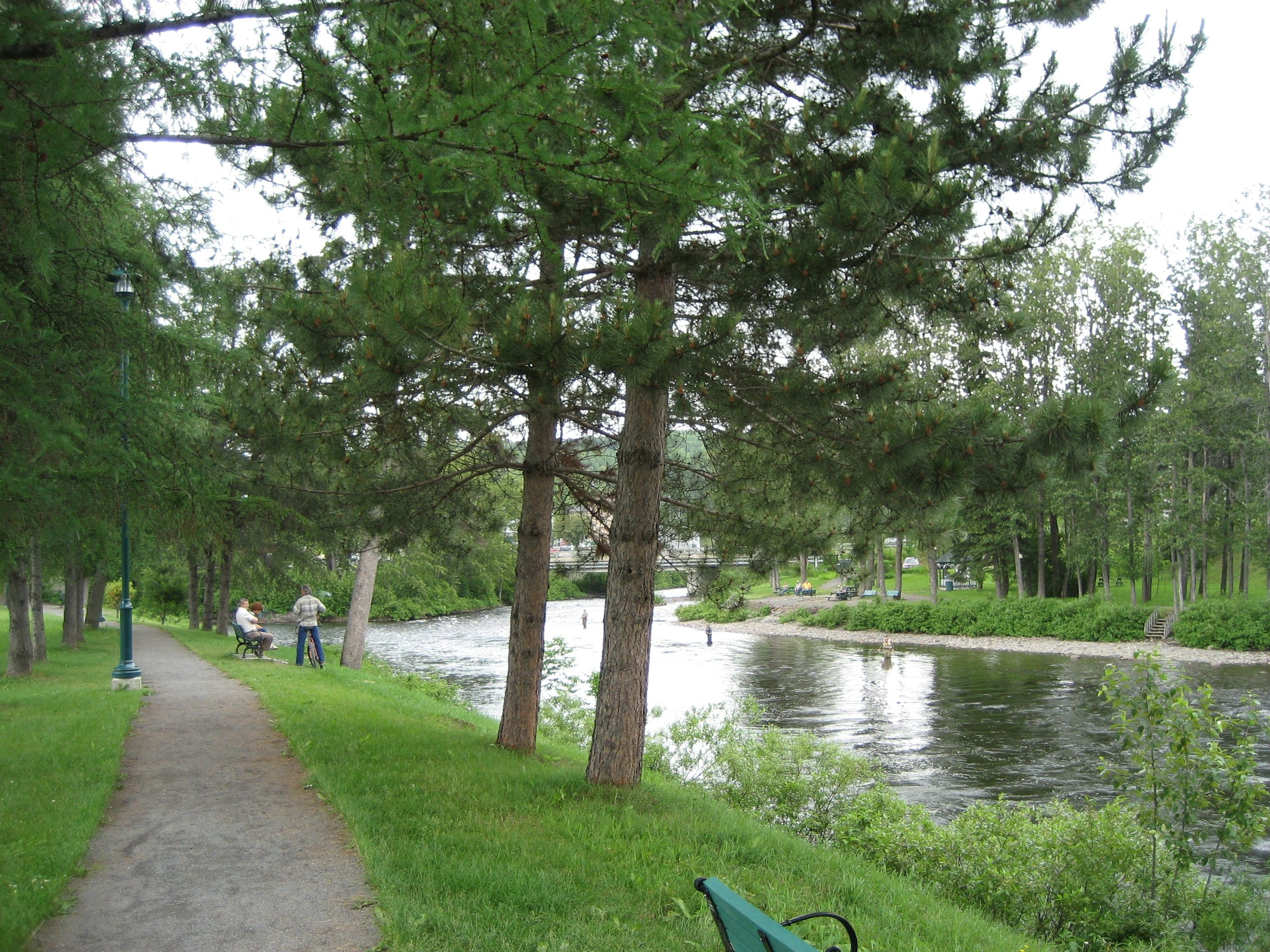
Pêcheurs de saumon sur la "fosse Les Fourches"